# Bogna Jóźwiak
Bogna Jóźwiak (Poznań, 25 aprile 1983) è una schermitrice polacca, vincitrice di una medaglia di bronzo ai campionati mondiali di scherma.

## Palmarès
In carriera ha conseguito i seguenti risultati:
- Mondiali di scherma

2007 - San Pietroburgo: bronzo nella sciabola individuale.
- Europei di scherma

2006 - Smirne: argento nella sciabola a squadre e bronzo individuale.
2008 - Kiev: oro nella sciabola a squadre.